# Ludwig von Manger-Koenig

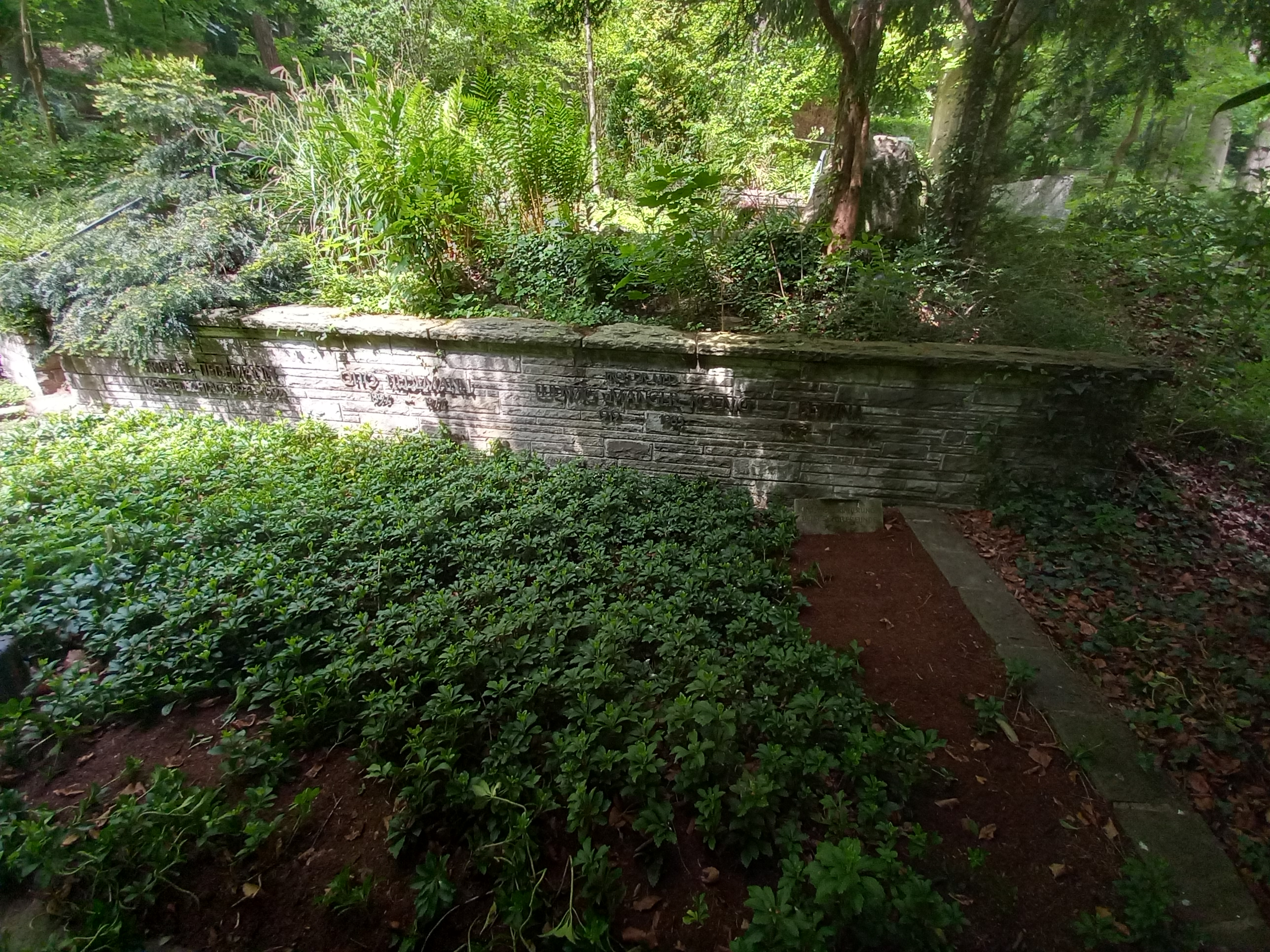
Das Grab von Ludwig von Manger-Koenig im Familiengrab Tiedemann auf dem Waldfriedhof (Rhöndorf)

Ludwig von Manger-Koenig (* 10. September 1919 in Koblenz; † 2. Juni 1983 in Bad Honnef-Rhöndorf) war ein deutscher Sozialhygieniker und Politiker.

## Leben und Wirken
Der Sohn des Staatsanwaltes Fritz Koenig (durch Heirat: von Manger-Koenig) besuchte das Gymnasium in seiner Geburtsstadt Koblenz sowie in Hagen. Nach bestandenem Abitur 1937 leistete er Reichsarbeits- und Wehrdienst. Von 1940 bis 1947 studierte er – unterbrochen durch einen Kriegseinsatz – Humanmedizin an den Universitäten Marburg, Bonn und Münster. Das Staatsexamen legte er 1947 ab, promoviert wurde er im Folgejahr in Marburg mit einer Dissertationsschrift über die ärztliche Schweigepflicht. 1946 hatte er ein Parallelstudium der Rechtswissenschaft in Marburg begonnen, da er eigentlich den Beruf des Gerichtsmediziners anstrebte, und beendete dieses 1949.
In den Jahren 1947 bis 1950 war er – jeweils in Marburg – zunächst ein Jahr Pflichtassistent an der Chirurgischen Universitätsklinik, dann zwei Jahre Volontärarzt an der Universitätsfrauenklinik und schließlich Hilfsarzt beim Kreisgesundheitsamt. Indem er ins hessische Innenministerium nach Wiesbaden wechselte, stieg er in den politischen Sektor ein. Von 1950 bis 1955 war er als Referent für Krankenhausangelegenheiten und die „Allgemeinen Organisationen des Gesundheitswesens“ zuständig. In dieser Zeit, 1951, trat er in die SPD ein. Zum Leiter der Abteilung Öffentliches Gesundheitswesen des Hessischen Innen- und Sozialministeriums avancierte er 1955 als Nachfolger von Hans von Behring. Zwei Jahre später lehrte er an der Universität Marburg „Ärztliche Rechts- und Berufskunde“.
1963 nahm er eine ordentliche Professur an der Universität Frankfurt am Main für Sozialhygiene und öffentliches Gesundheitswesen an und verließ deswegen seinen Posten im Ministerium. Als er 1964 für denselben Fachbereich an die Freie Universität Berlin gerufen wurde, war Hessen nicht länger Zentrum seiner Karriere. Dennoch pflegte er rege seine Kontakte nach dort. So unterzeichnete er als Präsident der Deutschen Zentrale für Volksgesundheitspflege, Frankfurt, im Oktober 1965 eine Resolution, in der der Bundesgesundheitsrat um ein Votum zur Trinkwasserfluoridierung ersucht wurde, um deren Einsatz auf breiterer Basis zu ermöglichen.
Am Ende der Berliner Zeit als Professor und zugleich Ärztlicher Direktor des Klinikums der FU (damals noch im Westend), erwartete ihn ab dem 5. Januar 1967 eine neue Aufgabe als beamteter Staatssekretär unter Bundesgesundheitsministerin Käte Strobel in Bonn. Im selben Jahr wurde er als „erster Vertreter der Bundesrepublik“ in den Vollzugsrat der Weltgesundheitsorganisation (WHO) entsandt. Unter der neuen Ministerin Katharina Focke, die am 15. Dezember 1972 ihr Amt antrat, wurde Manger-Koenig laut Spiegel im März 1973 „abgeschoben“. Gleichzeitig kritisierte das Magazin, dass der nun im Auftrag des Ministeriums für vier Jahre als Sachverständiger im Exekutivrat der Weltgesundheitsorganisation (WHO) in Genf Tätige, über einen (zehn Jahre währenden) Sonderberatervertrag mit seiner bisherigen Wirkungsstätte sein bisheriges hohes Salär weiter beziehen könne.
Ludwig von Manger-Koenig war der ältere Bruder des Humoristen Jürgen von Manger. Seit 1956 war er verheiratet. 1957 bekam das Ehepaar eine Tochter, 1960 einen Sohn. Manger-Koenig starb im Alter von 63 Jahren in seinem letzten Wohnort Bad Honnef-Rhöndorf.

## Ehrenämter
Ludwig von Manger-Koenig war Präsident der Deutschen Zentrale für Volksgesundheitspflege in Frankfurt am Main, Mitglied des Bundesgesundheitsrates, Präsident des Deutschen Bäderverbandes, 1. Vorsitzender der Bundesvereinigung Lebenshilfe für geistig Behinderte, Präsidiumsmitglied des Arbeiter-Samariter-Bundes und Vizepräsident der Internationalen Vereinigung für Balneologie und Klimatologie (FITEC).

## Auszeichnungen
- Großoffizier des belgischen Kronenordens
- 1972: Bundesverdienstkreuz 1. Klasse
- Johann-Peter-Frank-Medaille
- 1979: Großes Bundesverdienstkreuz

## Schriften
- Über die Aufklärungspflicht des Arztes. Marburg a. d. Lahn, 1947.
- Das Gesundheitswesen in Hessen. Wiesbaden 1962.
- Die Verantwortung der Pharma-Industrie für die gesundheitliche Versorgung der Bevölkerung. Vortrag anlässlich der Jahresversammlung der International Federation of Pharmaceutical Manufacturers Associations am 7. Juni 1973 in Baden-Baden. Frankfurt am Main 1973.
- Internationale Gesundheitspolitik und Rückwirkungen auf die Bundesrepublik Deutschland. München 1975.